# Czartkowo
Czartkowo (deutsch Brückenkrug) ist ein Dorf in der Woiwodschaft Westpommern in Polen. Es liegt im Gebiet der Gmina Rymań (Landgemeinde Roman) und gehört mit dieser zum Powiat Kołobrzeski (Kolberger Kreis).

## Geographische Lage
Das Dorf liegt in Hinterpommern, etwa 85 Kilometer nordöstlich von Stettin und etwa 25 Kilometer südlich von Kołobrzeg (Kolberg). 
Das Dorf liegt am linken Ufer der Mołstowa (Molstow). Durch das Dorf führt von Südwest nach Nordost die Landesstraße 6, von der die Woiwodschaftsstraße 105 in westlicher Richtung abzweigt. Die nächsten Nachbarorte sind etwa 1 Kilometer nordöstlich das Dorf Rzesznikowo (Reselkow), etwa 1 Kilometer nördlich der Wohnplatz Jaglino (Jäglin) und etwa 2 Kilometer südwestlich das Dorf Skrzydłowo (Mühlenbruch).

## Geschichte
Die durch das Dorf führende Straße entspricht der früheren Poststraße von Stettin nach Danzig. An ihrem Übergang über die Molstow bestand ein Krug, von dem das Dorf den Namen Brückenkrug erhielt. Der Krug gehörte ursprünglich als Zubehör zum Rittergut Schmuckenthin (Kölpin C), das ein altes Lehen der adligen Familie Manteuffel war. In Ludwig Wilhelm Brüggemanns Ausführlicher Beschreibung des gegenwärtigen Zustandes des Königlich-Preußischen Herzogtums Vor- und Hinterpommern (1784) ist der Ort daher nur kurz erwähnt, nämlich bei „Schmuckenthin ... nebst dem dazu gehörigen Brückenkruge bei Reselkow mit 1 Feuerstelle“.
Zu Beginn des 19. Jahrhunderts wurde in Brückenkrug ein separates Rittergut eingerichtet. Dieses wurde ab Mitte des 19. Jahrhunderts mehrmals verkauft, bis es schließlich 1897/1898 durch den damaligen Besitzer in sieben Bauernstellen und ein Restgut aufgeteilt wurde. Bei der Aufsiedlung wurden die Wohnplätze Ausbau Brandmoor und Ausbau Brückenkrug angelegt. 
Die Straße wurde in den 1830er Jahren zu einer Chaussee ausgebaut. In diesem Zuge wurde in Brückenkrug ein Chausseehaus zur Einnahme des Wegegeldes eingerichtet. 1873 wurde das Wegegeld abgeschafft. 
Seit 1895 lag Brückenkrug an der Kleinbahnstrecke Regenwalde–Mühlenbruch–Roman der Kolberger Kleinbahn. Zu Beginn des 20. Jahrhunderts entstanden in Brückenkrug einige Gewerbebetriebe, unter anderem ein Kalksandsteinwerk und ein Sägewerk. Die durch das Dorf führende Straße wurde 1932/1934 zur Reichsstraße 2. 
Ein eigener Gutsbezirk Brückenkrug wurde im Jahre 1861 gebildet, er umfasste zunächst eine Fläche von 158 Hektar Land. Bei der Auflösung der Gemeinde Popiel-Seebeck wurde ein Teil des Gemeindegebietes mit zwei Höfen in den Gutsbezirk Brückenkrug eingegliedert, der damit auf 263 Hektar vergrößert wurde. Nachdem das Rittergut Brückenkrug Ende des 19. Jahrhunderts aufgesiedelt worden war, wurde schließlich im Jahre 1906 auch der Gutsbezirk aufgelöst und in die Gemeinde Reselkow eingegliedert. 
Im Jahre 1818 wurde Brückenkrug vom Kreis Greifenberg in den Kreis Fürstenthum umgegliedert. Bei der Auflösung des Kreises Fürstenthum im Jahre 1871 kam Brückenkrug zum Kreis Colberg-Cörlin.  
Nach dem Zweiten Weltkrieg kam Brückenkrug, wie ganz Hinterpommern, an Polen. Es erhielt den polnischen Ortsnamen Czartkowo. 
Czartkowo gehört heute zum Schulzenamt Rzesznikowo in der Gmina Rymań.

## Entwicklung der Einwohnerzahlen
- 1816: 08 Einwohner[4]
- 1855: 42 Einwohner[4]
- 1864: 44 Einwohner[4]
- 1885: 98 Einwohner[4]
- 1905: 83 Einwohner[4]
- 2013: 57 Einwohner[5]

## Persönlichkeiten: Söhne und Töchter des Ortes
- Georg Küsel (1877–1952), deutscher Lehrer und Schriftsteller